# Sucleia, Stînga Nistrului
Sucleia este un sat din Unitățile Administrativ-Teritoriale din Stînga Nistrului (Transnistria), Republica Moldova. Este suburbia de sud a orașului Tiraspol. A fost atestat documentar pentru prima oară în 1787.
Conform recensământului din anul 2004, populația localității era de 10.001 locuitori, dintre care 3.483 (34.82%) moldoveni (români), 3.054 (30.53%) ucraineni si 2.868 (28.67%) ruși.

## Galerie de imagini

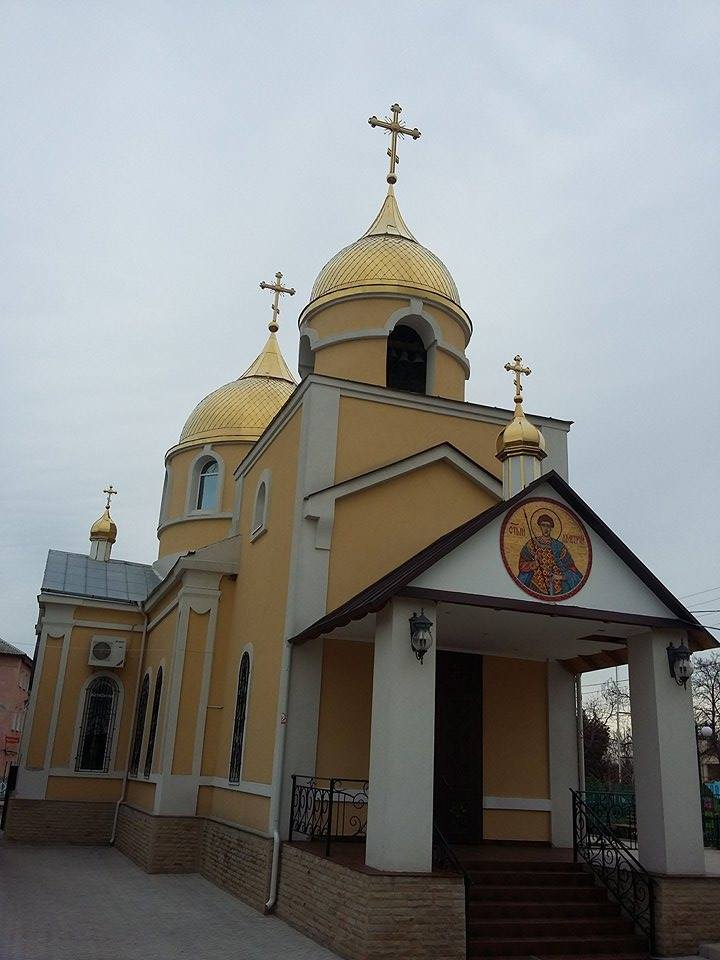
Biserica „Sfântul Dumitru” din localitate.
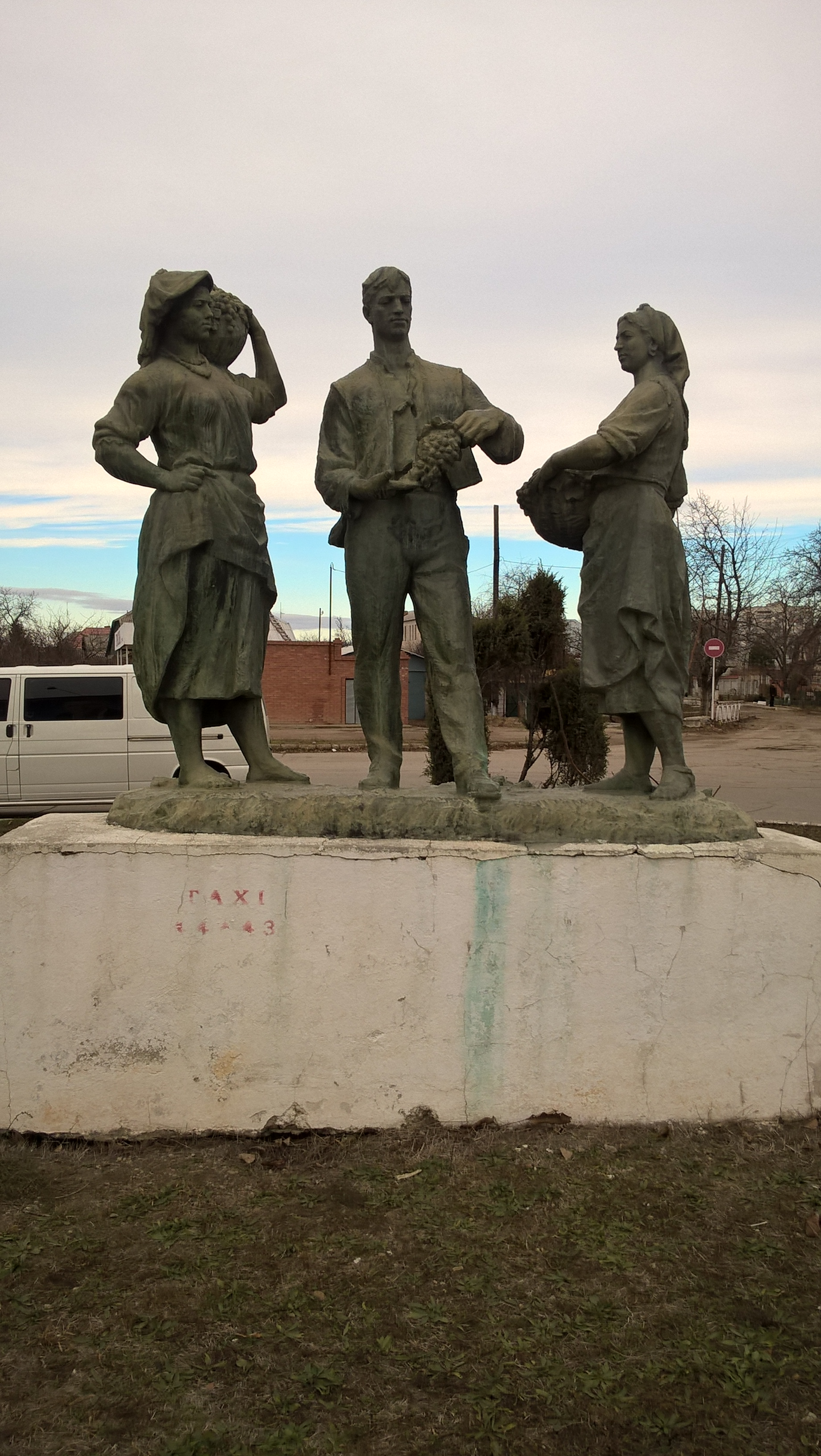
Monumentul „Trei Moldoveni”
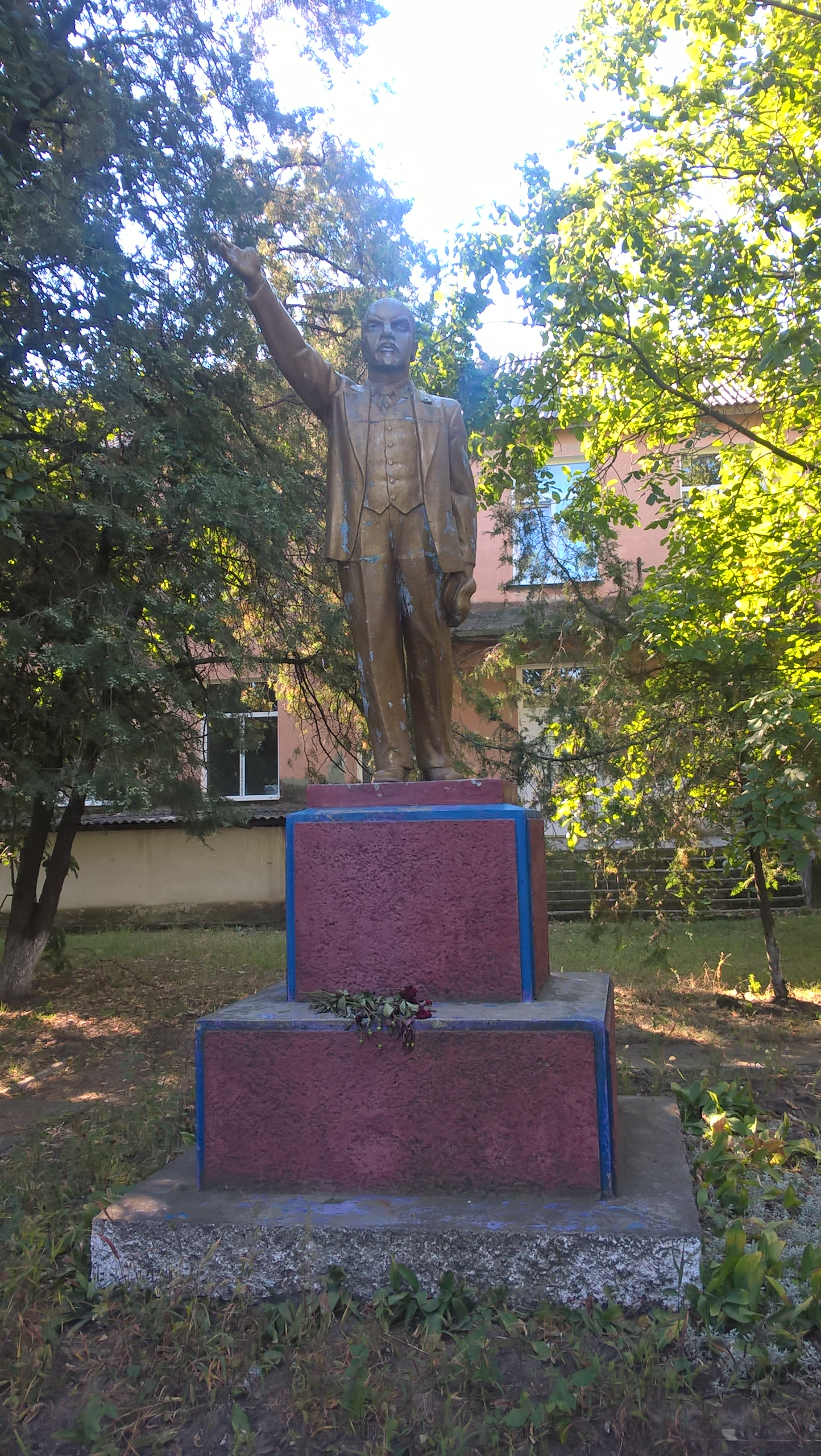
Monumentul lui Lenin
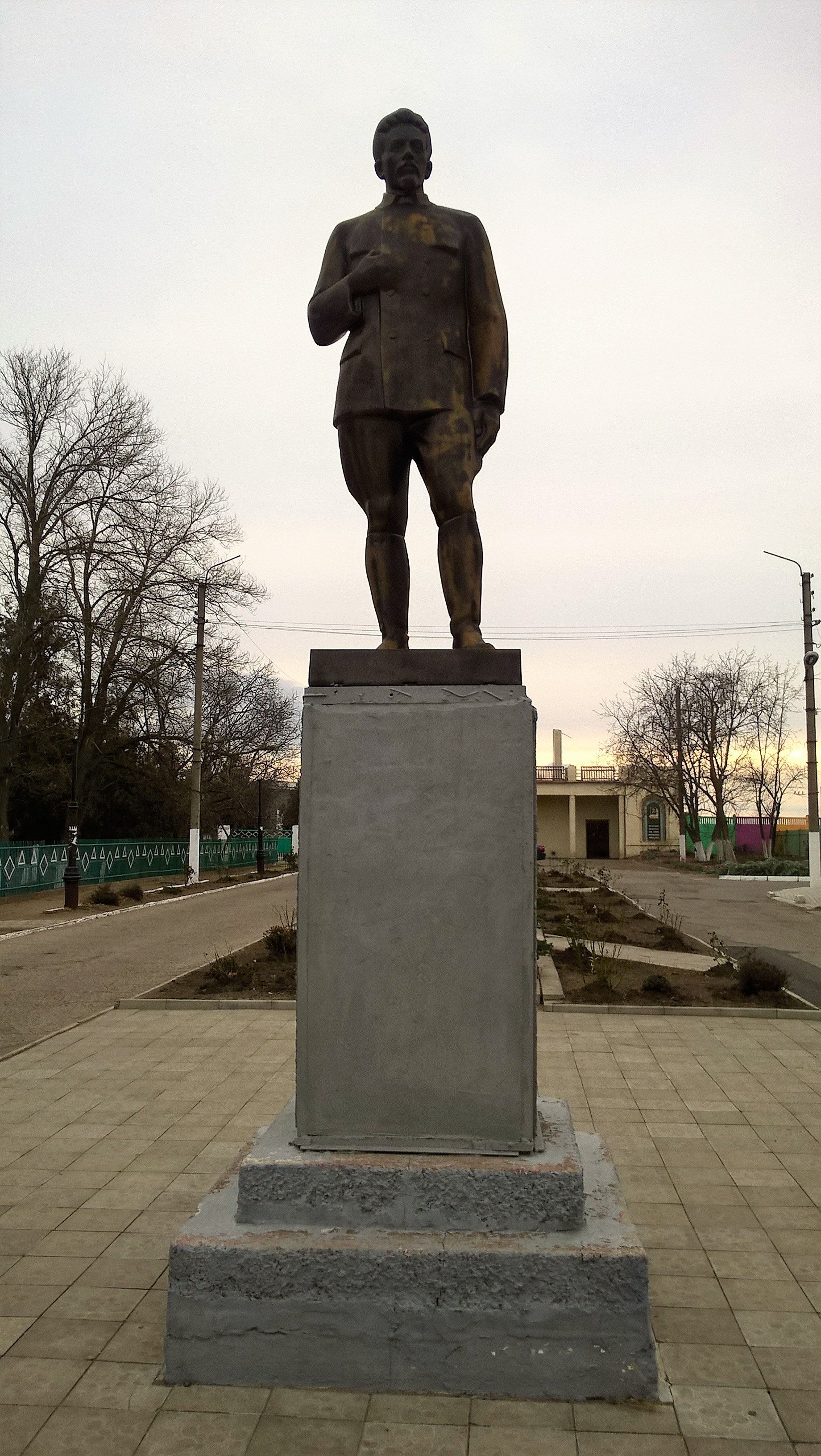
Monumentul lui Sverdlov
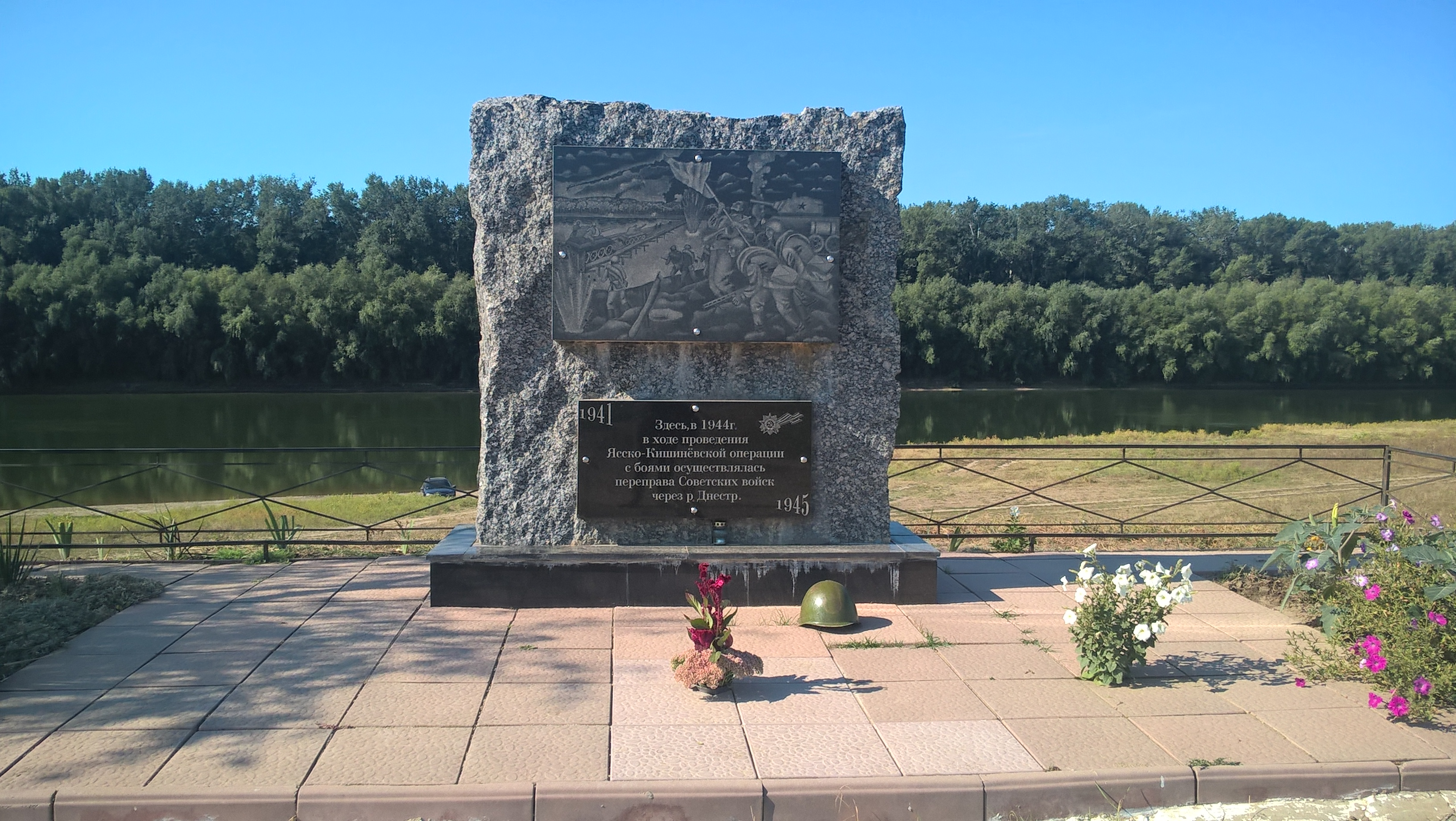
Monument consacrat începutului operațiunii militare Iași–Chișinău

## Personalități

### Născuți în Sucleia
- Grigore Constantinov (1888–1940), victimă a colectivizării.
- Constantin Constantinov (1915–2003), actor de teatru și film sovietic și moldovean.
- Mefodie Apostolov (1915–2004), actor de teatru și film sovietic și moldovean.
- Petru Bogatu (1951–2020), jurnalist, eseist, analist politic și scriitor din Republica Moldova.